# Nurdäulet Bekenow
Nurdäulet Nurbołatuły Bekenow (kaz. Нұрдәулет Нұрболатұлы Бекенов; ur. 10 kwietnia 2003) – kazachski zapaśnik walczący w stylu wolnym.
Zajął siedemnaste miejsce mistrzostwach świata w 2024. Wicemistrz Azji U-23 w 2025; trzeci w 2024. Drugi na mistrzostwach Azji juniorów w 2022 i trzeci w 2023 roku.